# Interlands Oezbeeks voetbalelftal 2020-2029
Deze pagina toont een chronologisch en gedetailleerd overzicht van de interlands die het Oezbeeks voetbalelftal speelt en heeft gespeeld in de periode 2020 – 2029.

## Interlands

### 2020
|                                                                    |             |                        |             |                                                                                                   |
| 23 februari Vriendschappelijk «onderlinge duels» 17:00 uur (UTC+4) | Oezbekistan | 0 – 1                  | Wit-Rusland | Al Hamriya Sports Clubstadion, Sharjah Toeschouwers: 50 Scheidsrechter: Omar Mohamed Al-Ali (VAE) |
| 23 februari Vriendschappelijk «onderlinge duels» 17:00 uur (UTC+4) |             | 26' Pavel Njachajtsjyk |             | Al Hamriya Sports Clubstadion, Sharjah Toeschouwers: 50 Scheidsrechter: Omar Mohamed Al-Ali (VAE) |

|                                                                    |                                                               |       |                       |                                                                                      |
| 3 september Vriendschappelijk «onderlinge duels» 19:00 uur (UTC+5) | Oezbekistan                                                   | 2 – 1 | Tadzjikistan          | Lokomotivstadion, Tasjkent Toeschouwers: 0 Scheidsrechter: Achrol Riskoellajev (UZB) |
| 3 september Vriendschappelijk «onderlinge duels» 19:00 uur (UTC+5) | Sjachzod Oebaydoellajev 33' Moerod Cholmoechamedov 67' (pen.) |       | 48' Zoir Dzjoerabojev | Lokomotivstadion, Tasjkent Toeschouwers: 0 Scheidsrechter: Achrol Riskoellajev (UZB) |

|                                                                  |                       |       |                                           |                                                                                                 |
| 8 oktober Vriendschappelijk «onderlinge duels» 18:00 uur (UTC+5) | Oezbekistan           | 1 – 2 | Iran                                      | Pachtakor Centraalstadion, Tasjkent Toeschouwers: 1.000 Scheidsrechter: Jasoer Moechtarov (UZB) |
| 8 oktober Vriendschappelijk «onderlinge duels» 18:00 uur (UTC+5) | Eldor Sjomoerodov 53' |       | 43' Sardar Azmoun 51' (pen.) Mehdi Taremi | Pachtakor Centraalstadion, Tasjkent Toeschouwers: 1.000 Scheidsrechter: Jasoer Moechtarov (UZB) |

|                                                                   |                                  |       |                                     |                                                                               |
| 12 oktober Vriendschappelijk «onderlinge duels» 19:00 uur (UTC+4) | V.A.E.                           | 1 – 2 | Oezbekistan                         | Al-Rashidstadion, Dubai Toeschouwers: 0 Scheidsrechter: Ali Al Samahiji (BHR) |
| 12 oktober Vriendschappelijk «onderlinge duels» 19:00 uur (UTC+4) | Sebastián Tagliabúe 90+2' (pen.) |       | 48' Igor Sergejev 86' Igor Sergejev | Al-Rashidstadion, Dubai Toeschouwers: 0 Scheidsrechter: Ali Al Samahiji (BHR) |

|                                                                    |             |                      |       |                                                                                   |
| 12 november Vriendschappelijk «onderlinge duels» 20:00 uur (UTC+4) | Oezbekistan | 0 – 1                | Syrië | Sharjahstadion, Sharjah Toeschouwers: 0 Scheidsrechter: Omar Mohamed Al Ali (VAE) |
| 12 november Vriendschappelijk «onderlinge duels» 20:00 uur (UTC+4) |             | 48' Mahmoud Al-Mawas |       | Sharjahstadion, Sharjah Toeschouwers: 0 Scheidsrechter: Omar Mohamed Al Ali (VAE) |

|                                                                    |                                |       |                                             |                                                                               |
| 17 november Vriendschappelijk «onderlinge duels» 18:00 uur (UTC+4) | Oezbekistan                    | 1 – 2 | Irak                                        | The Sevens Stadium, Dubai Toeschouwers: 0 Scheidsrechter: Adel Al Naqbi (VAE) |
| 17 november Vriendschappelijk «onderlinge duels» 18:00 uur (UTC+4) | Dostonbek Chamdamov 39' (pen.) |       | 64' Mohanad Ali 85' (pen.) Ali Adnan Kadhim | The Sevens Stadium, Dubai Toeschouwers: 0 Scheidsrechter: Adel Al Naqbi (VAE) |

### 2021
|                                                 |       |          |             |                         |
| 21 januari Vriendschappelijk «onderlinge duels» | Japan | Afgelast | Oezbekistan | Saitamastadion, Saitama |
| 21 januari Vriendschappelijk «onderlinge duels» |       |          |             | Saitamastadion, Saitama |

|                                                                    |                                                        |       |          |                                                                                     |
| 15 februari Vriendschappelijk «onderlinge duels» 18:00 uur (UTC+4) | Oezbekistan                                            | 2 – 0 | Jordanië | Theyab Awanastadion, Dubai Toeschouwers: 0 Scheidsrechter: Ahmed Eisa Darwish (VAE) |
| 15 februari Vriendschappelijk «onderlinge duels» 18:00 uur (UTC+4) | Hoesniddin Gafoerov 72' Temoerchoeja Abdoecholiqov 81' |       |          | Theyab Awanastadion, Dubai Toeschouwers: 0 Scheidsrechter: Ahmed Eisa Darwish (VAE) |

|                                                                 |             |                  |      |                                                                                         |
| 29 maart Vriendschappelijk «onderlinge duels» 18:00 uur (UTC+5) | Oezbekistan | 0 – 1            | Irak | Bunjodkorstadion, Tasjkent Toeschouwers: 18.132 Scheidsrechter: Nurzat Askat Uulu (KGZ) |
| 29 maart Vriendschappelijk «onderlinge duels» 18:00 uur (UTC+5) |             | 56' Sherko Karim |      | Bunjodkorstadion, Tasjkent Toeschouwers: 18.132 Scheidsrechter: Nurzat Askat Uulu (KGZ) |

|                                                                               | |       |           |                                                                                               |
| 7 juni WK 2022 kwalificatie Tweede ronde «onderlinge duels» 21:00 uur (UTC+3) | Oezbekistan | 5 – 0 | Singapore | Koning Fahdstadion, Riyad (Saoedi-Arabië) Toeschouwers: 75 Scheidsrechter: Hanna Hattab (SYR) |
| 7 juni WK 2022 kwalificatie Tweede ronde «onderlinge duels» 21:00 uur (UTC+3) | Jaloliddin Masjaripov 6' Jaloliddin Masjaripov 34' Eldor Sjomoerodov 45+1' Odil Ahmedov 50' Irfan Fandi 88' (e.d.) |       |           | Koning Fahdstadion, Riyad (Saoedi-Arabië) Toeschouwers: 75 Scheidsrechter: Hanna Hattab (SYR) |

|                                                                                |       |                                  |             | |
| 11 juni WK 2022 kwalificatie Tweede ronde «onderlinge duels» 21:00 uur (UTC+3) | Jemen | 0 – 1                            | Oezbekistan | Koning Fahdstadion, Riyad (Saoedi-Arabië) Toeschouwers: 230 Scheidsrechter: Mohammed Abdulla Mohamed (VAE) |
| 11 juni WK 2022 kwalificatie Tweede ronde «onderlinge duels» 21:00 uur (UTC+3) |       | 19' (pen.) Jaloliddin Masjaripov |             | Koning Fahdstadion, Riyad (Saoedi-Arabië) Toeschouwers: 230 Scheidsrechter: Mohammed Abdulla Mohamed (VAE) |

|                                                                                |                                                           |       |             |                                                                                               |
| 15 juni WK 2022 kwalificatie Tweede ronde «onderlinge duels» 21:00 uur (UTC+3) | Saoedi-Arabië                                             | 3 – 0 | Oezbekistan | Koning Saud Universiteitstadion, Riyad Toeschouwers: 6.339 Scheidsrechter: Ko Hyung-jin (KOR) |
| 15 juni WK 2022 kwalificatie Tweede ronde «onderlinge duels» 21:00 uur (UTC+3) | Salman Al-Faraj 25' Salman Al-Faraj 33' Ali Al-Hassan 62' |       |             | Koning Saud Universiteitstadion, Riyad Toeschouwers: 6.339 Scheidsrechter: Ko Hyung-jin (KOR) |

|                                                                    |                                                 |       |                       |                                                                                |
| 5 september Vriendschappelijk «onderlinge duels» 15:00 uur (UTC+2) | Zweden                                          | 2 – 1 | Oezbekistan           | Friends Arena, Solna Toeschouwers: 12.974 Scheidsrechter: Kai Erik Steen (NOR) |
| 5 september Vriendschappelijk «onderlinge duels» 15:00 uur (UTC+2) | Abdoella Abdoellajev 6' (e.d.) Isaac Thelin 35' |       | 71' Eldor Sjomoerodov | Friends Arena, Solna Toeschouwers: 12.974 Scheidsrechter: Kai Erik Steen (NOR) |

|                                                                  | |       |                        |                                                                                          |
| 9 oktober Vriendschappelijk «onderlinge duels» 18:00 uur (UTC+3) | Oezbekistan | 5 – 1 | Maleisië               | Amman International Stadium, Amman Toeschouwers: 400 Scheidsrechter: Ahmad Ibrahim (JOR) |
| 9 oktober Vriendschappelijk «onderlinge duels» 18:00 uur (UTC+3) | Dostonbek Chamdamov 17' Dostonbek Chamdamov 29' Choesayin Nortsjajev 33' Ibrochimchalil Joeldosjev 68' Azizbek Amonov 87' |       | 45+1' Baddrol Bakhtiar | Amman International Stadium, Amman Toeschouwers: 400 Scheidsrechter: Ahmad Ibrahim (JOR) |

|                                                                   |                                                          |       |             |                                                                                            |
| 12 oktober Vriendschappelijk «onderlinge duels» 17:00 uur (UTC+3) | Jordanië                                                 | 3 – 0 | Oezbekistan | Amman International Stadium, Amman Toeschouwers: 2.500 Scheidsrechter: Ahmad Ibrahim (JOR) |
| 12 oktober Vriendschappelijk «onderlinge duels» 17:00 uur (UTC+3) | Baha' Faisal 30' Abdallah Nasib 56' Hamza Al-Dardour 83' |       |             | Amman International Stadium, Amman Toeschouwers: 2.500 Scheidsrechter: Ahmad Ibrahim (JOR) |

|                                                                    |                   |       |             |                                                                                             |
| 15 november Vriendschappelijk «onderlinge duels» 18:00 uur (UTC+4) | Georgië           | 1 – 0 | Oezbekistan | Tengiz Boerdzjanadzestadion, Gori Toeschouwers: 1.300 Scheidsrechter: Vitalij Romanov (UKR) |
| 15 november Vriendschappelijk «onderlinge duels» 18:00 uur (UTC+4) | Davit Volkovi 41' |       |             | Tengiz Boerdzjanadzestadion, Gori Toeschouwers: 1.300 Scheidsrechter: Vitalij Romanov (UKR) |

### 2022
|                                                                   |                                                                      |       |             |                                                                                   |
| 27 januari Vriendschappelijk «onderlinge duels» 18:00 uur (UTC+4) | Oezbekistan                                                          | 3 – 0 | Zuid-Soedan | The Sevens Stadium, Dubai Toeschouwers: 0 Scheidsrechter: Sultan Al Hammadi (VAE) |
| 27 januari Vriendschappelijk «onderlinge duels» 18:00 uur (UTC+4) | Eldor Sjomoerodov 6' Eldor Sjomoerodov 29' Jaloliddin Masjaripov 67' |       |             | The Sevens Stadium, Dubai Toeschouwers: 0 Scheidsrechter: Sultan Al Hammadi (VAE) |

|                                                                 |                                                           |       |                     |                                                                                        |
| 25 maart Vriendschappelijk «onderlinge duels» 19:00 uur (UTC+5) | Oezbekistan                                               | 3 – 1 | Kirgizië            | Centraalstadion, Namangan Toeschouwers: 13.712 Scheidsrechter: Nasroello Kabirov (TJK) |
| 25 maart Vriendschappelijk «onderlinge duels» 19:00 uur (UTC+5) | Eldor Sjomoerodov 64' Igor Sergejev 85' Igor Sergejev 90' |       | 6' Mirlan Moerzajev | Centraalstadion, Namangan Toeschouwers: 13.712 Scheidsrechter: Nasroello Kabirov (TJK) |

|                                                                 |                                                                                             |       |                                   |                                                                       |
| 29 maart Vriendschappelijk «onderlinge duels» 19:00 uur (UTC+5) | Oezbekistan                                                                                 | 4 – 2 | Oeganda                           | Centraalstadion, Namangan Scheidsrechter: Sayyodjon Nasriddinov (TJK) |
| 29 maart Vriendschappelijk «onderlinge duels» 19:00 uur (UTC+5) | Jaloliddin Masjaripov 35' Eldor Sjomoerodov 39' Eldor Sjomoerodov 56' Eldor Sjomoerodov 72' |       | 52' Farouk Miya 78' Emmanuel Okwi | Centraalstadion, Namangan Scheidsrechter: Sayyodjon Nasriddinov (TJK) |

|                                                                              |                                                                         |       |           |                                                                                      |
| 8 juni AK 2023 kwalificatie Derde ronde «onderlinge duels» 20:30 uur (UTC+5) | Oezbekistan                                                             | 3 – 0 | Sri Lanka | Centraalstadion, Namangan Toeschouwers: 12.400 Scheidsrechter: Thoriq Alkatiri (INA) |
| 8 juni AK 2023 kwalificatie Derde ronde «onderlinge duels» 20:30 uur (UTC+5) | Jaloliddin Masjaripov 36' Dostonbek Chamdamov 48' Farroech Sayfijev 61' |       |           | Centraalstadion, Namangan Toeschouwers: 12.400 Scheidsrechter: Thoriq Alkatiri (INA) |

|                                                                               |           |                                                                                     |             |                                                                                      |
| 11 juni AK 2023 kwalificatie Derde ronde «onderlinge duels» 20:30 uur (UTC+5) | Malediven | 0 – 4                                                                               | Oezbekistan | Centraalstadion, Namangan Toeschouwers: 9.066 Scheidsrechter: Masoud Tufaylieh (SYR) |
| 11 juni AK 2023 kwalificatie Derde ronde «onderlinge duels» 20:30 uur (UTC+5) |           | 2' Eldor Sjomoerodov 51' Eldor Sjomoerodov 80' Eldor Sjomoerodov 86' Oston Oeroenov |             | Centraalstadion, Namangan Toeschouwers: 9.066 Scheidsrechter: Masoud Tufaylieh (SYR) |

|                                                                               |                                                    |       |          |                                                                                   |
| 14 juni AK 2023 kwalificatie Derde ronde «onderlinge duels» 20:30 uur (UTC+5) | Oezbekistan                                        | 2 – 0 | Thailand | Centraalstadion, Namangan Toeschouwers: 21.405 Scheidsrechter: Hasan Akrami (IRN) |
| 14 juni AK 2023 kwalificatie Derde ronde «onderlinge duels» 20:30 uur (UTC+5) | Jaloliddin Masjaripov 8' Azizbek Toergoenbojev 23' |       |          | Centraalstadion, Namangan Toeschouwers: 21.405 Scheidsrechter: Hasan Akrami (IRN) |

|                                                                     |          |                                         |             |                                                                            |
| 23 september Vriendschappelijk «onderlinge duels» 15:00 uur (UTC+9) | Kameroen | 0 – 2                                   | Oezbekistan | Goyangstadion, Goyang Toeschouwers: 323 Scheidsrechter: Kim Woo-sung (KOR) |
| 23 september Vriendschappelijk «onderlinge duels» 15:00 uur (UTC+9) |          | 24' Chojimat Erkinov 76' Oston Oeroenov |             | Goyangstadion, Goyang Toeschouwers: 323 Scheidsrechter: Kim Woo-sung (KOR) |

|                                                                     |                       |       |                                              |                                                                  |
| 27 september Vriendschappelijk «onderlinge duels» 15:00 uur (UTC+9) | Oezbekistan           | 1 – 2 | Costa Rica                                   | Suwon World Cupstadion, Suwon Scheidsrechter: Kim Dae-Yong (KOR) |
| 27 september Vriendschappelijk «onderlinge duels» 15:00 uur (UTC+9) | Eldor Sjomoerodov 25' |       | 90+2' Anthony Hernández 90+4' Kendall Waston | Suwon World Cupstadion, Suwon Scheidsrechter: Kim Dae-Yong (KOR) |

|                                                                    |                                            |       |            |                                                                                               |
| 16 november Vriendschappelijk «onderlinge duels» 19:00 uur (UTC+5) | Oezbekistan                                | 2 – 0 | Kazachstan | Pachtakor Centraalstadion, Tasjkent Toeschouwers: 5.000 Scheidsrechter: Sergej Karasjov (RUS) |
| 16 november Vriendschappelijk «onderlinge duels» 19:00 uur (UTC+5) | Chojimat Erkinov 12' Eldor Sjomoerodov 45' |       |            | Pachtakor Centraalstadion, Tasjkent Toeschouwers: 5.000 Scheidsrechter: Sergej Karasjov (RUS) |

|                                                                    |             |       |         |                                                                                              |
| 20 november Vriendschappelijk «onderlinge duels» 17:00 uur (UTC+5) | Oezbekistan | 0 – 0 | Rusland | Pachtakor Centraalstadion, Tasjkent Toeschouwers: 17.500 Scheidsrechter: Daniyar Sakhi (KAZ) |
| 20 november Vriendschappelijk «onderlinge duels» 17:00 uur (UTC+5) |             |       |         | Pachtakor Centraalstadion, Tasjkent Toeschouwers: 17.500 Scheidsrechter: Daniyar Sakhi (KAZ) |

### 2023
|                                                                 |                       |       |         | |
| 24 maart Vriendschappelijk «onderlinge duels» 21:00 uur (UTC+3) | Oezbekistan           | 1 – 0 | Bolivia | Koning Abdoellah Sportstad, Jeddah Toeschouwers: 30 Scheidsrechter: Faisal Al-Balawi (KSA) Video-assistent: Turki Al-Khudhayr (KSA) |
| 24 maart Vriendschappelijk «onderlinge duels» 21:00 uur (UTC+3) | Eldor Sjomoerodov 36' |       |         | Koning Abdoellah Sportstad, Jeddah Toeschouwers: 30 Scheidsrechter: Faisal Al-Balawi (KSA) Video-assistent: Turki Al-Khudhayr (KSA) |

|                                                                 |                                   |       |                       |                                                                                            |
| 28 maart Vriendschappelijk «onderlinge duels» 21:00 uur (UTC+3) | Oezbekistan                       | 1 – 1 | Venezuela             | Koning Abdoellah Sportstad, Jeddah Toeschouwers: 30 Scheidsrechter: Khaled Al-Turais (KSA) |
| 28 maart Vriendschappelijk «onderlinge duels» 21:00 uur (UTC+3) | Jasoerbek Jachsjibojev 78' (pen.) |       | 6' Alexander González | Koning Abdoellah Sportstad, Jeddah Toeschouwers: 30 Scheidsrechter: Khaled Al-Turais (KSA) |

| Centraal-Aziatisch kampioenschap voetbal 2023 |
| --------------------------------------------- |

|                                                                             |                                                                            |       |      |                                                                                       |
| 11 juni Centraal-Azië Cup 2023 Groep A «onderlinge duels» 20:30 uur (UTC+5) | Oezbekistan                                                                | 3 – 0 | Oman | Milliystadion, Tasjkent Toeschouwers: 12.912 Scheidsrechter: Dayirbek Abdilajev (KGZ) |
| 11 juni Centraal-Azië Cup 2023 Groep A «onderlinge duels» 20:30 uur (UTC+5) | Jaloliddin Masjaripov 7' Jaloliddin Masjaripov 24' Chojiakbar Alijonov 89' |       |      | Milliystadion, Tasjkent Toeschouwers: 12.912 Scheidsrechter: Dayirbek Abdilajev (KGZ) |

|                                                                             |                                             |       |              |                                                                                           |
| 14 juni Centraal-Azië Cup 2023 Groep A «onderlinge duels» 20:30 uur (UTC+5) | Oezbekistan                                 | 2 – 0 | Turkmenistan | Milliystadion, Tasjkent Toeschouwers: 14.410 Scheidsrechter: Noerzatbek Abdikadirov (KGZ) |
| 14 juni Centraal-Azië Cup 2023 Groep A «onderlinge duels» 20:30 uur (UTC+5) | Eldor Sjomoerodov 51' Eldor Sjomoerodov 85' |       |              | Milliystadion, Tasjkent Toeschouwers: 14.410 Scheidsrechter: Noerzatbek Abdikadirov (KGZ) |

|                                                                             | |       |                            |                                                                                 |
| 17 juni Centraal-Azië Cup 2023 Groep A «onderlinge duels» 20:30 uur (UTC+5) | Oezbekistan | 5 – 1 | Tadzjikistan               | Milliystadion, Tasjkent Toeschouwers: 9.099 Scheidsrechter: Hassan Akrami (IRN) |
| 17 juni Centraal-Azië Cup 2023 Groep A «onderlinge duels» 20:30 uur (UTC+5) | Jasoerbek Jachsjibojev 53' Eldor Sjomoerodov 56' (pen.) Abbosbek Fayzoellajev 72' Chojimat Erkinov 83' Oston Oeroenov 90+6' (pen.) |       | 14' Parvizdzjon Oemarbajev | Milliystadion, Tasjkent Toeschouwers: 9.099 Scheidsrechter: Hassan Akrami (IRN) |

|                                                                            |             |                   |      |                                                                                    |
| 20 juni Centraal-Azië Cup 2023 Finale «onderlinge duels» 20:30 uur (UTC+5) | Oezbekistan | 0 – 1             | Iran | Milliystadion, Tasjkent Toeschouwers: 34.000 Scheidsrechter: Kirill Levnikov (RUS) |
| 20 juni Centraal-Azië Cup 2023 Finale «onderlinge duels» 20:30 uur (UTC+5) |             | 48' Sardar Azmoun |      | Milliystadion, Tasjkent Toeschouwers: 34.000 Scheidsrechter: Kirill Levnikov (RUS) |

|  |  |  |  |  |  |  |  |  |

|                                                                    |                                                                   |       |             |                                                                                 |
| 9 september Vriendschappelijk «onderlinge duels» 16:30 uur (UTC−5) | Verenigde Staten                                                  | 3 – 0 | Oezbekistan | CityPark, Saint Louis Toeschouwers: 15.569 Scheidsrechter: Nelson Salgado (HON) |
| 9 september Vriendschappelijk «onderlinge duels» 16:30 uur (UTC−5) | Timothy Weah 4' Ricardo Pepi 90+1' Christian Pulisic 90+5' (pen.) |       |             | CityPark, Saint Louis Toeschouwers: 15.569 Scheidsrechter: Nelson Salgado (HON) |

|                                                                     |                                                    |       |                                                                             |                                                                                        |
| 12 september Vriendschappelijk «onderlinge duels» 19:30 uur (UTC−4) | Mexico                                             | 3 – 3 | Oezbekistan                                                                 | Mercedes-Benz Stadium, Atlanta Toeschouwers: 33.817 Scheidsrechter: Victor Rivas (USA) |
| 12 september Vriendschappelijk «onderlinge duels» 19:30 uur (UTC−4) | Raúl Jiménez 21' Raúl Jiménez 81' Uriel Antuna 88' |       | 18' Boboer Abdicholikov 45+1' Azizbek Toergoenbojev 90+2' Otabek Sjoekoerov | Mercedes-Benz Stadium, Atlanta Toeschouwers: 33.817 Scheidsrechter: Victor Rivas (USA) |

|                                                                   |         |                                             |             |                                                                                      |
| 13 oktober Vriendschappelijk «onderlinge duels» 19:35 uur (UTC+8) | Vietnam | 0 – 2                                       | Oezbekistan | Dalian Sports Centre Stadium, Dalian Toeschouwers: 0 Scheidsrechter: Zhang Lei (CHN) |
| 13 oktober Vriendschappelijk «onderlinge duels» 19:35 uur (UTC+8) |         | 27' Oston Oeroenov 66' Hoesniddin Aliqoelov |             | Dalian Sports Centre Stadium, Dalian Toeschouwers: 0 Scheidsrechter: Zhang Lei (CHN) |

|                                                                   |                |       |                                              |                                                                                              |
| 16 oktober Vriendschappelijk «onderlinge duels» 19:35 uur (UTC+8) | China          | 1 – 2 | Oezbekistan                                  | Dalian Sports Centre Stadium, Dalian Toeschouwers: 12.868 Scheidsrechter: Tam Ping Wun (HKG) |
| 16 oktober Vriendschappelijk «onderlinge duels» 19:35 uur (UTC+8) | Wei Shihao 41' |       | 78' Otabek Sjoekoerov 86' Jamsjid Iskanderov | Dalian Sports Centre Stadium, Dalian Toeschouwers: 12.868 Scheidsrechter: Tam Ping Wun (HKG) |

|                                                                                    |                    |       |                                                                     |                                                                                        |
| 16 november WK 2026 kwalificatie Tweede ronde «onderlinge duels» 19:00 uur (UTC+5) | Turkmenistan       | 1 – 3 | Oezbekistan                                                         | Asjchabadstadion, Asjchabad Toeschouwers: 19.500 Scheidsrechter: Hiroyuki Kimura (JPN) |
| 16 november WK 2026 kwalificatie Tweede ronde «onderlinge duels» 19:00 uur (UTC+5) | Meýlis Dinýiew 44' |       | 57' Otabek Sjoekoerov 77' Otabek Sjoekoerov 90+1' Eldor Sjomoerodov | Asjchabadstadion, Asjchabad Toeschouwers: 19.500 Scheidsrechter: Hiroyuki Kimura (JPN) |

|                                                                                    |                                      |       |                                     |                                                                                             |
| 21 november WK 2026 kwalificatie Tweede ronde «onderlinge duels» 18:00 uur (UTC+5) | Oezbekistan                          | 2 – 2 | Iran                                | Milliystadion, Tasjkent Toeschouwers: 32.551 Scheidsrechter: Mohammed Abdulla Mohamed (VAE) |
| 21 november WK 2026 kwalificatie Tweede ronde «onderlinge duels» 18:00 uur (UTC+5) | Oston Oeroenov 52' Igor Sergejev 83' |       | 14' Mehdi Taremi 38' Ramin Rezaeian | Milliystadion, Tasjkent Toeschouwers: 32.551 Scheidsrechter: Mohammed Abdulla Mohamed (VAE) |

|                                                                    |                           |       |                                                                                               |                                                                                  |
| 25 december Vriendschappelijk «onderlinge duels» 19:30 uur (UTC+4) | Kirgizië                  | 1 – 4 | Oezbekistan                                                                                   | Al-Maktoumstadion, Dubai Toeschouwers: 0 Scheidsrechter: Sultan Al Hammadi (VAE) |
| 25 december Vriendschappelijk «onderlinge duels» 19:30 uur (UTC+4) | Bachtijar Doeysjobekov ?' |       | 23' Abbosbek Fayzoellajev 53' Azizbek Amonov 55' Jaloliddin Masjaripov 80' Golib Gayboellajev | Al-Maktoumstadion, Dubai Toeschouwers: 0 Scheidsrechter: Sultan Al Hammadi (VAE) |

### 2024
|                                                                  |           |                         |             |                                           |
| 7 januari Vriendschappelijk «onderlinge duels» 19:00 uur (UTC+3) | Palestina | 0 – 1                   | Oezbekistan | Al-Ahlystadion, Doha Scheidsrechter: onb. |
| 7 januari Vriendschappelijk «onderlinge duels» 19:00 uur (UTC+3) |           | 79' Boboer Abdicholikov |             | Al-Ahlystadion, Doha Scheidsrechter: onb. |

| Aziatisch kampioenschap voetbal 2023 |
| ------------------------------------ |

|                                                                       |             |       |       | |
| 13 januari Azië Cup 2023 Groep B «onderlinge duels» 20:30 uur (UTC+3) | Oezbekistan | 0 – 0 | Syrië | Jassim Bin Hamadstadion, Doha Toeschouwers: 10.198 Scheidsrechter: Ahmed Al-Kaf (OMA) Video-assistent: Khamis Al-Marri (QAT) |
| 13 januari Azië Cup 2023 Groep B «onderlinge duels» 20:30 uur (UTC+3) |             |       |       | Jassim Bin Hamadstadion, Doha Toeschouwers: 10.198 Scheidsrechter: Ahmed Al-Kaf (OMA) Video-assistent: Khamis Al-Marri (QAT) |

|                                                                       |       |                                                                       |             | |
| 18 januari Azië Cup 2023 Groep B «onderlinge duels» 17:30 uur (UTC+3) | India | 0 – 3                                                                 | Oezbekistan | Ahmed bin Alistadion, Ar Rayyan Toeschouwers: 38.491 Scheidsrechter: Fu Ming (CHN) Video-assistent: Omar Al-Ali (VAE) |
| 18 januari Azië Cup 2023 Groep B «onderlinge duels» 17:30 uur (UTC+3) |       | 4' Abbosbek Fayzoellajev 18' Igor Sergejev 45+4' Sjerzod Nasroellajev |             | Ahmed bin Alistadion, Ar Rayyan Toeschouwers: 38.491 Scheidsrechter: Fu Ming (CHN) Video-assistent: Omar Al-Ali (VAE) |

|                                                                       |                           |       |                           | |
| 23 januari Azië Cup 2023 Groep B «onderlinge duels» 14:30 uur (UTC+3) | Australië                 | 1 – 1 | Oezbekistan               | Al Janoubstadion, Al Wakrah Toeschouwers: 15.290 Scheidsrechter: Yusuke Araki (JPN) Video-assistent: Jumpei Iida (JPN) |
| 23 januari Azië Cup 2023 Groep B «onderlinge duels» 14:30 uur (UTC+3) | Martin Boyle 45+1' (pen.) |       | 78' Azizbek Toergoenbojev | Al Janoubstadion, Al Wakrah Toeschouwers: 15.290 Scheidsrechter: Yusuke Araki (JPN) Video-assistent: Jumpei Iida (JPN) |

|                                                                              |                                                     |       |                       | |
| 30 januari Azië Cup 2023 Achtste finale «onderlinge duels» 14:30 uur (UTC+3) | Oezbekistan                                         | 2 – 1 | Thailand              | Al Janoubstadion, Al Wakrah Toeschouwers: 18.691 Scheidsrechter: Nazmi Nasaruddin (MAS) Video-assistent: Omar Al-Ali (VAE) |
| 30 januari Azië Cup 2023 Achtste finale «onderlinge duels» 14:30 uur (UTC+3) | Azizbek Toergoenbojev 37' Abbosbek Fayzoellajev 65' |       | 58' Supachok Sarachat | Al Janoubstadion, Al Wakrah Toeschouwers: 18.691 Scheidsrechter: Nazmi Nasaruddin (MAS) Video-assistent: Omar Al-Ali (VAE) |

|                                                                           |                                                                  |              | | |
| 3 februari Azië Cup 2023 Kwartfinale «onderlinge duels» 18:30 uur (UTC+3) | Qatar                                                            | 1 – 1 (n.v.) | Oezbekistan                                                                                             | Al Baytstadion, Al Khawr Toeschouwers: 58.791 Scheidsrechter: Kim Hee-gon (KOR) Video-assistent: Kim Jong-hyeok (KOR) |
| 3 februari Azië Cup 2023 Kwartfinale «onderlinge duels» 18:30 uur (UTC+3) | Oetkir Joesoepov 27' (e.d.)                                      |              | 59' Odiljon Hamrobekov                                                                                  | Al Baytstadion, Al Khawr Toeschouwers: 58.791 Scheidsrechter: Kim Hee-gon (KOR) Video-assistent: Kim Jong-hyeok (KOR) |
| 3 februari Azië Cup 2023 Kwartfinale «onderlinge duels» 18:30 uur (UTC+3) | Strafschoppen                                                    |              | | Al Baytstadion, Al Khawr Toeschouwers: 58.791 Scheidsrechter: Kim Hee-gon (KOR) Video-assistent: Kim Jong-hyeok (KOR) |
| 3 februari Azië Cup 2023 Kwartfinale «onderlinge duels» 18:30 uur (UTC+3) | Akram Afif Almoez Ali Al-Mahdi Ali Mukhtar Sultan Al-Brake Ró-Ró | 3 – 2        | Otabek Sjoekoerov Roestam Asjoermatov Sjochboz Oemarov Zafarmoerod Abdoerachmatov Jaloliddin Masjaripov | Al Baytstadion, Al Khawr Toeschouwers: 58.791 Scheidsrechter: Kim Hee-gon (KOR) Video-assistent: Kim Jong-hyeok (KOR) |

|  |  |  |  |  |  |  |  |  |

|                                                                                 |          |                                               |             |                                                                                  |
| 21 maart WK 2026 kwalificatie Tweede ronde «onderlinge duels» 20:00 uur (UTC+8) | Hongkong | 0 – 2                                         | Oezbekistan | Mong Kokstadion, Hongkong Toeschouwers: 6.263 Scheidsrechter: Kim Woo-sung (KOR) |
| 21 maart WK 2026 kwalificatie Tweede ronde «onderlinge duels» 20:00 uur (UTC+8) |          | 49' Eldor Sjomoerodov 66' Roestam Asjoermatov |             | Mong Kokstadion, Hongkong Toeschouwers: 6.263 Scheidsrechter: Kim Woo-sung (KOR) |

|                                                                                 |                                                               |       |          |                                                                                        |
| 26 maart WK 2026 kwalificatie Tweede ronde «onderlinge duels» 19:30 uur (UTC+5) | Oezbekistan                                                   | 3 – 0 | Hongkong | Milliystadion, Tasjkent Toeschouwers: 29.584 Scheidsrechter: Ahmed Faisal Al-Ali (JOR) |
| 26 maart WK 2026 kwalificatie Tweede ronde «onderlinge duels» 19:30 uur (UTC+5) | Eldor Sjomoerodov 20' Chojimat Erkinov 63' Oston Oeroenov 70' |       |          | Milliystadion, Tasjkent Toeschouwers: 29.584 Scheidsrechter: Ahmed Faisal Al-Ali (JOR) |

|                                                                               |                                                                      |       |                      |                                                                                 |
| 6 juni WK 2026 kwalificatie Tweede ronde «onderlinge duels» 19:30 uur (UTC+5) | Oezbekistan                                                          | 3 – 1 | Turkmenistan         | Milliystadion, Tasjkent Toeschouwers: 27.306 Scheidsrechter: Yusuke Araki (JPN) |
| 6 juni WK 2026 kwalificatie Tweede ronde «onderlinge duels» 19:30 uur (UTC+5) | Hoesniddin Aliqoelov 17' Oston Oeroenov 29' Sjerzod Nasroellajev 70' |       | 25' Şanazar Tirkişow | Milliystadion, Tasjkent Toeschouwers: 27.306 Scheidsrechter: Yusuke Araki (JPN) |

|                                                                                   |      |       |             |                                                                                 |
| 11 juni WK 2026 kwalificatie Tweede ronde «onderlinge duels» 20:30 uur (UTC+3:30) | Iran | 0 – 0 | Oezbekistan | Azadistadion, Teheran Toeschouwers: 15.468 Scheidsrechter: Kim Jong-hyeok (KOR) |
| 11 juni WK 2026 kwalificatie Tweede ronde «onderlinge duels» 20:30 uur (UTC+3:30) |      |       |             | Azadistadion, Teheran Toeschouwers: 15.468 Scheidsrechter: Kim Jong-hyeok (KOR) |

|                                                                                   |                           |       |             |                                                                                 |
| 5 september WK 2026 kwalificatie Derde ronde «onderlinge duels» 19:00 uur (UTC+5) | Oezbekistan               | 1 – 0 | Noord-Korea | Milliystadion, Tasjkent Toeschouwers: 24.205 Scheidsrechter: Ahmed Al-Kaf (OMA) |
| 5 september WK 2026 kwalificatie Derde ronde «onderlinge duels» 19:00 uur (UTC+5) | Jaloliddin Masjaripov 20' |       |             | Milliystadion, Tasjkent Toeschouwers: 24.205 Scheidsrechter: Ahmed Al-Kaf (OMA) |

|                                                                                    |                                           |       |                                                                   |                                                                                         |
| 10 september WK 2026 kwalificatie Derde ronde «onderlinge duels» 20:00 uur (UTC+6) | Kirgizië                                  | 2 – 3 | Oezbekistan                                                       | Dolen Omurzakovstadion, Bisjkek Toeschouwers: 13.282 Scheidsrechter: Ahmed Al-Ali (KUW) |
| 10 september WK 2026 kwalificatie Derde ronde «onderlinge duels» 20:00 uur (UTC+6) | Joel Kojo 15' Odilzjon Abdoerachmanov 35' |       | 17' Eldor Sjomoerodov 45' Hoesniddin Aliqoelov 72' Oston Oeroenov | Dolen Omurzakovstadion, Bisjkek Toeschouwers: 13.282 Scheidsrechter: Ahmed Al-Ali (KUW) |

|                                                                                  |             |       |      |                                                                                |
| 10 oktober WK 2026 kwalificatie Derde ronde «onderlinge duels» 19:00 uur (UTC+5) | Oezbekistan | 0 – 0 | Iran | Milliystadion, Tasjkent Toeschouwers: 33.829 Scheidsrechter: Shaun Evans (AUS) |
| 10 oktober WK 2026 kwalificatie Derde ronde «onderlinge duels» 19:00 uur (UTC+5) |             |       |      | Milliystadion, Tasjkent Toeschouwers: 33.829 Scheidsrechter: Shaun Evans (AUS) |

|                                                                                  |                              |       |        |                                                                            |
| 15 oktober WK 2026 kwalificatie Derde ronde «onderlinge duels» 19:00 uur (UTC+5) | Oezbekistan                  | 1 – 0 | V.A.E. | Milliystadion, Tasjkent Toeschouwers: 32.773 Scheidsrechter: Ma Ning (CHN) |
| 15 oktober WK 2026 kwalificatie Derde ronde «onderlinge duels» 19:00 uur (UTC+5) | Otabek Sjoekoerov 76' (pen.) |       |        | Milliystadion, Tasjkent Toeschouwers: 32.773 Scheidsrechter: Ma Ning (CHN) |

|                                                                                   |                                                   |       |                                                     |                                                                                         |
| 14 november WK 2026 kwalificatie Derde ronde «onderlinge duels» 19:15 uur (UTC+3) | Qatar                                             | 3 – 2 | Oezbekistan                                         | Jassim Bin Hamadstadion, Doha Toeschouwers: 10.759 Scheidsrechter: Kim Jong-hyeok (KOR) |
| 14 november WK 2026 kwalificatie Derde ronde «onderlinge duels» 19:15 uur (UTC+3) | Almoez Ali 25' Almoez Ali 41' Lucas Mendes 90+12' |       | 75' Abbosbek Fayzoellajev 80' Abbosbek Fayzoellajev | Jassim Bin Hamadstadion, Doha Toeschouwers: 10.759 Scheidsrechter: Kim Jong-hyeok (KOR) |

|                                                                                   |             |                           |             | |
| 19 november WK 2026 kwalificatie Derde ronde «onderlinge duels» 19:00 uur (UTC+7) | Noord-Korea | 0 – 1                     | Oezbekistan | Nieuw Nationaal Stadion Laos, Vientiane (Laos) Toeschouwers: 166 Scheidsrechter: Ahmed Al-Ali (KUW) |
| 19 november WK 2026 kwalificatie Derde ronde «onderlinge duels» 19:00 uur (UTC+7) |             | 44' Abbosbek Fayzoellajev |             | Nieuw Nationaal Stadion Laos, Vientiane (Laos) Toeschouwers: 166 Scheidsrechter: Ahmed Al-Ali (KUW) |

### 2025
|                                                                   |             |       |          |                                                                                |
| 27 januari Vriendschappelijk «onderlinge duels» 20:00 uur (UTC+3) | Oezbekistan | 0 – 0 | Jordanië | Abdullah bin Khalifastadion, Doha Scheidsrechter: Hamad Saleh Al Eissaei (QAT) |
| 27 januari Vriendschappelijk «onderlinge duels» 20:00 uur (UTC+3) |             |       |          | Abdullah bin Khalifastadion, Doha Scheidsrechter: Hamad Saleh Al Eissaei (QAT) |

|                                                                                |                         |       |          |                                                                                 |
| 20 maart WK 2026 kwalificatie Derde ronde «onderlinge duels» 21:00 uur (UTC+5) | Oezbekistan             | 1 – 0 | Kirgizië | Milliystadion, Tasjkent Toeschouwers: 32.458 Scheidsrechter: Yusuke Araki (JPN) |
| 20 maart WK 2026 kwalificatie Derde ronde «onderlinge duels» 21:00 uur (UTC+5) | Chojiakbar Alijonov 40' |       |          | Milliystadion, Tasjkent Toeschouwers: 32.458 Scheidsrechter: Yusuke Araki (JPN) |

|                                                                                   |                                   |       |                                                |                                                                               |
| 25 maart WK 2026 kwalificatie Derde ronde «onderlinge duels» 19:30 uur (UTC+3:30) | Iran                              | 2 – 2 | Oezbekistan                                    | Azadistadion, Teheran Toeschouwers: 36.702 Scheidsrechter: Ahmed Al-Kaf (OMA) |
| 25 maart WK 2026 kwalificatie Derde ronde «onderlinge duels» 19:30 uur (UTC+3:30) | Mehdi Taremi 52' Mehdi Taremi 83' |       | 16' Chojimat Erkinov 53' Abbosbek Fayzoellajev | Azadistadion, Teheran Toeschouwers: 36.702 Scheidsrechter: Ahmed Al-Kaf (OMA) |

|                                                                           |        |   |             |                               |
| 5 juni WK 2026 kwalificatie Derde ronde «onderlinge duels» n.n.b. (UTC+4) | V.A.E. | – | Oezbekistan | n.n.b. Scheidsrechter: n.n.b. |
| 5 juni WK 2026 kwalificatie Derde ronde «onderlinge duels» n.n.b. (UTC+4) |        |   |             | n.n.b. Scheidsrechter: n.n.b. |

|                                                                            |             |   |       |                                                |
| 10 juni WK 2026 kwalificatie Derde ronde «onderlinge duels» n.n.b. (UTC+5) | Oezbekistan | – | Qatar | Milliystadion, Tasjkent Scheidsrechter: n.n.b. |
| 10 juni WK 2026 kwalificatie Derde ronde «onderlinge duels» n.n.b. (UTC+5) |             |   |       | Milliystadion, Tasjkent Scheidsrechter: n.n.b. |

UFF · A-internationals · Bondscoaches · Statistieken · Oezbeeks vrouwenelftal · Olympisch elftal · Oezbekistan U21 · Oezbekistan U20 · Oezbekistan U19 · Oezbekistan U18 · Oezbekistan U17
1990 – 1999 ·
2000 – 2009 ·
2010 – 2019 ·
2020 – 2029 ·
1994 · 
1995 · 
1996 · 
1997 · 
1998 · 
1999 · 
2000 · 
2001 · 
2002 · 
2003 · 
2004 · 
2005 · 
2006 · 
2007 · 
2008 · 
2009 · 
2010 · 
2011 · 
2012 · 
2013 · 
2014 ·
2015 ·
2016 ·
2017 ·
2018 ·
2019 ·
2020 ·
2021 ·
2022 ·
2023
Albanië ·
Armenië ·
Australië ·
Azerbeidzjan ·
Bahrein ·
Bangladesh ·
Bolivia ·
Bosnië en Herzegovina ·
Burkina Faso ·
Cambodja ·
Canada ·
China ·
Costa Rica ·
Estland ·
Filipijnen ·
Georgië ·
Hongkong ·
India ·
Indonesië ·
Irak ·
Iran ·
Israël ·
Japan ·
Jemen ·
Jordanië ·
Kameroen ·
Kazachstan ·
Kirgizië ·
Koeweit ·
Letland ·
Libanon ·
Malediven ·
Maleisië ·
Marokko ·
Mexico ·
Mongolië ·
Montenegro ·
Nieuw-Zeeland ·
Nigeria ·
Noord-Korea ·
Oeganda ·
Oekraïne ·
Oman ·
Palestina ·
Qatar ·
Rusland ·
Saoedi-Arabië ·
Senegal ·
Singapore ·
Slowakije ·
Sri Lanka ·
Syrië ·
Tadzjikistan ·
Taiwan ·
Thailand ·
Turkije ·
Turkmenistan ·
Uruguay ·
Venezuela ·
Verenigde Arabische Emiraten ·
Verenigde Staten ·
Vietnam ·
Wit-Rusland ·
Zuid-Korea ·
Zuid-Soedan ·
Zweden
CONMEBOL: Argentinië · Bolivia · Brazilië · Chili · Colombia · Ecuador · Paraguay · Peru · Uruguay · Venezuela

UEFA: Albanië · Andorra · Armenië · Azerbeidzjan · België · Bosnië en Herzegovina · Bulgarije · Cyprus · Denemarken · Duitsland · Engeland · Estland · Faeröer · Finland · Frankrijk · Georgië · Gibraltar · Griekenland · Hongarije · IJsland · Ierland · Israël · Italië · Kazachstan · Kosovo · Kroatië · Letland · Liechtenstein · Litouwen · Luxemburg · Malta · Moldavië · Montenegro · Nederland · Noord-Ierland · Noord-Macedonië · Noorwegen · Oekraïne · Oostenrijk · Polen · Portugal · Roemenië · Rusland · San Marino · Schotland · Servië · Slovenië · Slowakije · Spanje · Tsjechië · Turkije · Wales · Wit-Rusland · Zweden · Zwitserland

AFC: Australië · China · Irak · Iran · Japan · Libanon · Oezbekistan · Oman · Qatar · Saoedi-Arabië · Syrië · Verenigde Arabische Emiraten · Vietnam · Zuid-Korea

CAF: Algerije · Burkina Faso · Congo-Kinshasa · Egypte · Ghana · Ivoorkust · Kaapverdië · Kameroen · Mali · Marokko · Nigeria · Senegal · Tunesië · Zuid-Afrika

CONCACAF: Canada · Costa Rica · Curaçao · El Salvador · Honduras · Jamaica · Mexico · Panama · Suriname · Verenigde Staten

OFC: Nieuw-Zeeland